# Public choice
 Der er for få eller ingen kildehenvisninger i denne artikel, hvilket er et problem. Du kan hjælpe ved at angive troværdige kilder til de påstande, som fremføres i artiklen.

Public choice er en teori indenfor nationaløkonomi og statskundskab, der anvender samme videnskabelige værktøj til sin analyse af politiske fænomener som nationaløkonomerne bruger til analysen af økonomiske fænomener. 
Teoriens analytiske fokus er på de politiske aktører på individniveau, der antages at handle rationelt ved at forsøge at maksimere deres egennytte. Politikere stemmemaksimerer, embedsmænd budgetmaksimerer, og vælgerne er mest af optaget af emner, der står dem selv nær – f.eks. interesserer landmænd sig mest for landbrugspolitik – men idet informationen i samfundet er asymmetrisk, er ingen perfekt informeret, og dermed vil særinteresser ofte blive tilgodeset. Det antages desuden at omkostningerne ved at søge at opnå fuld information er for store. Staten, der ellers opfattes som en supraindividuel beslutningsenhed i mange økonomiske teorier, antages også at være nyttemaksimerende. Public choice-teorien opfatter således samfundet som et marked, der styres af udbud og efterspørgsel, hvor de politiske beslutningstagere (politikere og embedsmænd) udbyder politiske beslutninger, mens de politiske interessenter (vælgere) efterspørger dem. 
Retningen har særligt vundet indpas i løbet af 1970'erne og er nært beslægtet med rational choice og New public management. 